# Pokémon TV
Pokémon TV er en gratis streaming-service udbudt af The Pokémon Company International, som tilbyder udvalgte afsnit af TV-serien. Servicen blev oprindeligt lanceret i november 2010. Servicen kan tilgås på internettet via en browser eller ved at downloade gratisappen "Pokémon TV" til Android- og iOS-enheder.

## Tilgængeligt indhold
Pokémon TV er tilgængeligt, både på den officielle hjemmeside og på appen, på hele 12forskellige sprog: Engelsk, fransk, tysk, italiensk, spansk (europæisk og latinamerikansk), dansk, hollandsk, finsk, norsk, brasiliansk portugisisk, russisk og svensk.
Da servicen styres af The Pokémon Company International, er den regionslåst og derfor ikke tilgængelig i asiatiske lande, hvor The Pokémon Company forbeholder sig distributionsrettighederne. Den er specifikt ikke tilgængelig i Japan, Hong Kong, Vietnam, Thailand, Nepal, Bangladesh, Indonesien, Brunei, Cambodia, Nordkorea, Sydkorea, Samoa, Singapore, Malaysia, Indien, Mongoliet, Myanmar, Macau, Laos, Filippinerne, Pakistan, Afghanistan, Sri Lanka, Papua Ny Guinea, Fastlandskina og Taiwan.
Afsnittene på servicen er delt op i mindre samlinger, som går på rotation og udskiftes en gang imellem.

### Afsnit
For det meste er alle de sæsoner, som er blevet dubbet på et bestemt sprog, tilgængeligt. Dette er tilfældet i Danmark, hvor sæson 3, 4 og 5 ikke er tilgængelige, fordi de aldrig blev dubbet på dansk, men der er også tilfælde, hvor kun halve sæsoner er blevet dubbet, hvor de sæsoner så ikke er tilgængelige, så som på svensk, hvor sæson 3 og 4 blev dubbet, men kun delvist. Ligeledes er der også sæsoner, som er helt dubbet, men ikke vises.
Følgende sæsoner er ikke i rotation på de givne sprog:
- Dansk: Sæson 3, 4, og 5
- Finsk: Sæson 2, 3, 4, 5, 6 og 7
- Norsk: Sæson 2, 3, 4, 5, 6, 7 og 8
- Svensk: Sæson 2, 3, 4 og 5
- Russisk: Sæson 1, 2, 3, 4 og 5

Tjenesten på de andre sprog har generelt det samme indhold som den amerikanske udgave med undtagelse af de sæsoner, der stadig sendes. Disse sæsoner bliver løbende opdateret senere.

### Film
Én film bliver som regel gjort tilgængelig én eller to uger ad gangen. Pokémon 4Ever, Pokémon Heroes, Pokémon: Jirachi - Pas på hvad du ønsker og Pokémon: Deoxys Duet er i visse lande ude af rotation grundet at rettighederne eges af Miramax.
Følgende film er ikke i rotation på de givne sprog:
- Hollandsk: Film 4
- Dansk: Film 1, 8, 9
- Finsk: Film 8, 9, 13
- Norsk: Film 8, 9
- Russisk: Film 4
- Svensk: Film 1, 8, 9
- Brasiliansk portugisisk: Film 11

### Specials
Pokémon Origins og Pokémon: Twilight Wings er tilgængelige på den engelske, franske, tyske, italienske, og europæisk spanske udgave af tjenesten. Pokémon Generations er tilgængelige på den engelske, franske, tyske, italienske, europæisk spanske, hollandske, og brasiliansk portugisiske udgave af tjenesten.
Følgende specials havde engelsk premiere på den amerikanske tjeneste:
- Pokémon Ranger: Guardian Signs
- Meloetta's Moonlight Serenade
- Eevee and Friends
- Pokémon Origins
- Diancie — Princess of the Diamond Domain
- Pikachu, What's This Key?
- Mega Evolution Pokédex Shorts
- Hoopa's Surprise Ring Adventures
- Hoopa — The Mischief Pokémon
- Pikachu and the Pokémon Music Squad

Følgende specials er også blevet vist på den amerikanske service:
- Pokémon Mystery Dungeon: Team Go-Getters Out of the Gate!
- Pokémon Mystery Dungeon: Explorers of Time & Darkness
- Pokémon Mystery Dungeon: Explorers of Sky - Beyond Time & Darkness
- Pokémon Mystery Dungeon Animated Shorts
- Mega Evolution Specials